# CIA Memorial Wall

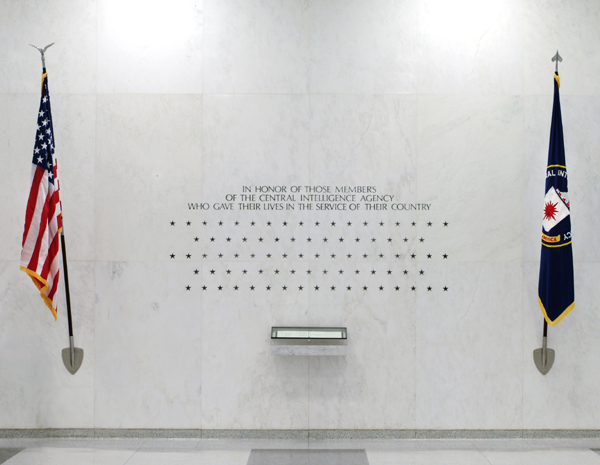
Das Ehrenmal der Central Intelligence Agency 2004 mit 83 Sternen

Die CIA Memorial Wall ist seit Juli 1974 eine Gedenkstätte im Hauptquartier der Central Intelligence Agency in Langley, Virginia. Das Ehrenmal soll an jene Mitarbeiter erinnern, die in Ausübung ihres Dienstes ihr Leben ließen.
Die Gedenkstätte befindet sich an der Nordwand der Lobby im Hauptquartier. Dort sind 139 Sterne (Stand 25. Mai 2022) auf weißen Marmor eingraviert. Jeder Stern symbolisiert einen CIA-Mitarbeiter, der im Dienst verstorben ist. Jeder Stern ist 2¼ Zoll (~ 5,71 cm) breit und hoch sowie ½ Zoll (~ 1,3 cm) tief. Der Abstand zwischen den Sternen beträgt 6 Zoll (~ 15,25 cm). Eingerahmt wird das Ehrenmal durch zwei Fahnen, der US-Flagge auf der linken und der CIA-Flagge auf der rechten Seite.
Das in Saffianleder eingebundene Buch der Ehre („Book of Honor“) ist ein weiterer Teil der Gedenkstätte. Das Buch ist in einem Stahlrahmen unterhalb der Sterne an der Wand angebracht. Der Deckel des Rahmens ist aus Glas, so dass die Inschrift des Buches gelesen werden kann. Im Buch sind die Namen, sofern diese nicht der Geheimhaltung unterliegen, sowie die Umstände ihres Todes aufgeführt. Im Mai 2021 sind von den damals 137 Sternen lediglich 100 Namen im Buch aufgeführt.

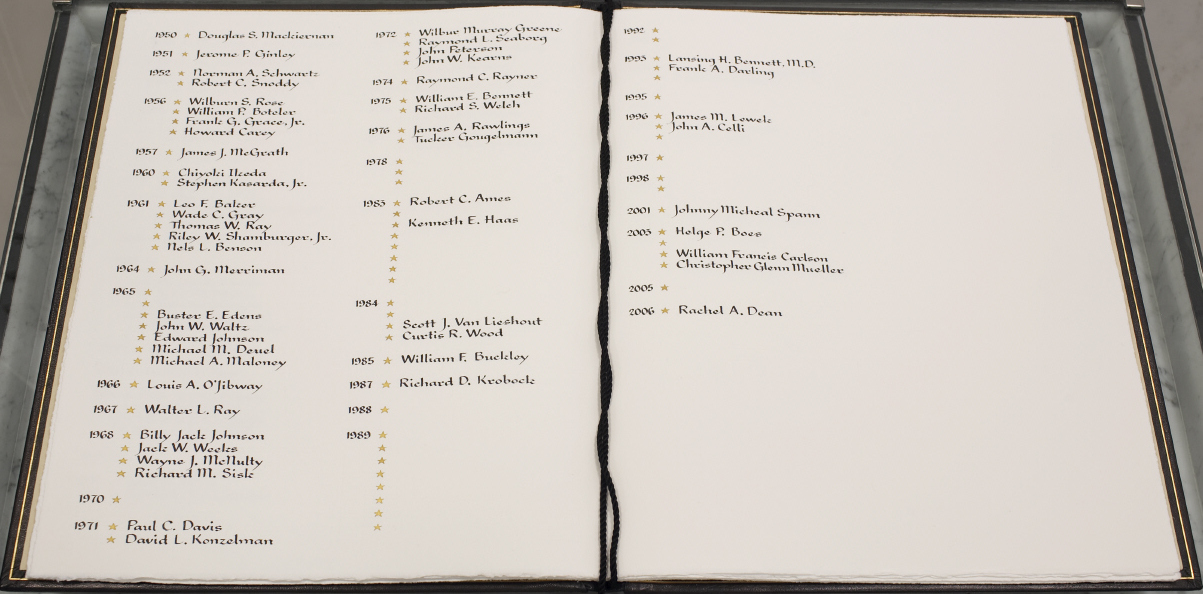
Ehrenbuch von Agenten, die nach 2006 im Dienst getötet wurden.

In goldener Versalschrift ist folgende Inschrift auf der Marmorwand eingraviert: IN HONOR OF THOSE MEMBERS OF THE CENTRAL INTELLIGENCE AGENCY WHO GAVE THEIR LIVES IN THE SERVICE OF THEIR COUNTRY (Zu Ehren der Mitglieder der Central Intelligence Agency, die ihr Leben im Dienst für ihr Land gegeben haben).